# Paul Bernard-Dutreil
Pour les articles homonymes, voir Dutreil.
Paul Bernard-Dutreil est un homme politique français né le 1er novembre 1831 à Laval (Mayenne) et décédé le 3 juillet 1902 à Paris

## Biographie

### Origine
Fils de Jules Bernard-Dutreil, il effectue ses études au Lycée de Laval. Il est reçu bachelier avec dispense d'âge, et se fit recevoir licencié en droit à la Faculté de Paris.

### Carrière diplomatique
Il commence tout jeune une carrière dans la diplomatie, comme secrétaire d'ambassade de 1re classe créé. Il occupe par la suite divers postes à Madrid, Karlsruhe, Londres. Secrétaire d'ambassade à Londres, il devient chevalier de la Légion d'honneur le 12 août 1865.
Lors de la guerre franco-allemande de 1870, il arrive de Karlsruhe pour prendre sa place dans un bataillon de la Garde Mobile de la Mayenne, dont le commandement lui est confié. Il reste à sa tête pendant toute la campagne, prend part avec lui aux divers combats qui permettent d'arrêter la marche des Prussiens depuis Orléans jusqu'au Combat de Saint-Jean-sur-Erve.
En 1871, il fit partie de la mission chargée de signer les articles additionnels au Traité de Francfort.
Il devient chef de cabinet du duc Louis Decazes, ministre des affaires étrangères des gouvernements  de Broglie (1) et (2) à l'époque de l'Ordre moral de 1873 à 1876.

### Carrière politique
Aux Élections sénatoriales de 1876, il succède à son père comme sénateur de la Mayenne, mais sera battu aux Élections sénatoriales de 1879.
Dans sa circulaire publiée en 1878, il réaffirme ses fondements politiques : « Nous repoussons toute alliance, toute compromission avec le parti radical, dont les projets hautement avoués, ne tendraient à rien moins qu’à bouleverser nos institutions fondamentales. Ces projets, vous les connaissez; leur réalisation aurait pour effet d’atteindre la magistrature dans son Indépendance, de supprimer la liberté de l’Enseignement et l’Enseignement religieux dans les écoles, d’entraver le recrutement du clergé, de jeter le trouble dans la discipline de l’armée. »
Il est élu aux Élections sénatoriales de 1888 et retrouve son siège de 1888 à 1897. Il est secrétaire du Sénat de 1892 à 1895.
Il n'est pas réélu aux Élections sénatoriales de 1897 et quitte la politique. Il meurt à Paris le 3 juillet 1902. Il est inhumé au cimetière du Père-Lachaise (41edivision).

### Vie privée
Dutreil épouse en 1874 Hélène-Julie de Creutzer, dont il hérite en 1926 le domaine de Erbsenthal en Lorraine annexée. Il reçut du Kaiser l'autorisation de séjourner six semaines dans ce domaine où il aimait chasser.
Sa fille Hélène fut une des victimes de l'incendie du Bazar de la Charité en 1897.
Son fils Maurice Dutreil lui succédera comme sénateur de la Mayenne.

## Décoration
- Chevalier de la Légion d'honneur (1869[3])